# 迈尔赫芬
迈尔赫芬是德国巴伐利亚州的一个市镇。总面积17.93平方公里，总人口1610人，其中男性837人，女性773人（2011年12月31日），人口密度90人/平方公里。